# Municipio de De Witt (Dakota del Sur)
El municipio de De Witt (en inglés: De Witt Township) es un municipio ubicado en el condado de Perkins en el estado estadounidense de Dakota del Sur. En el año 2010 tenía una población de 42 habitantes y una densidad poblacional de 0,28 personas por km².

## Geografía
El municipio de De Witt se encuentra ubicado en las coordenadas 45°46′57″N 102°5′55″O / 45.78250, -102.09861. Según la Oficina del Censo de los Estados Unidos, el municipio tiene una superficie total de 147.5 km², de la cual 145,93 km² corresponden a tierra firme y (1,07 %) 1,57 km² es agua.

## Demografía
Según el censo de 2010, había 42 personas residiendo en el municipio de De Witt. La densidad de población era de 0,28 hab./km². De los 42 habitantes, el municipio de De Witt estaba compuesto por el 100 % blancos. Del total de la población el 0 % eran hispanos o latinos de cualquier raza.